# Habomai
Habomai (ros. Хабомаи; jap. 歯舞群島 – Habomai-guntō lub 歯舞諸島 – Habomai-shotō)  – grupa niewielkich wysp, które są częścią sporu terytorialnego pomiędzy Rosją a Japonią.
Administracyjnie należą one obecnie do obwodu sachalińskiego, w archipelagu Kuryli. Są one oddzielone od japońskiej wyspy Hokkaido Cieśniną Radziecką (ros. Советский пролив, Sowietskij proliw; jap. Goyōmai-suidō), a od wyspy Shikotan – Cieśniną Szpanberga (ros. пролив Шпанберга, proliw Szpanbierga; jap. Shikotan-suidō). W kartografii radzieckiej i rosyjskiej grupa traktowana jest jako część Małej Kurilskiej griady.
Nazwa Habomai pochodzi z języka Ajnów: ハ・アプ・オマ・イ (zapis fonetyczny pismem japońskim) Ha-ap-oma-i. Oznacza wyspę/wyspy „gdzie cofają się kry”. 
Tę samą nazwę nosi niewielki port rybacki (Habomai-gyokō) na południowym wybrzeżu półwyspu Nemuro oraz niewielka wysepka Habomai Moshiri leżąca naprzeciw niego.
Wyspy są niezamieszkane, znajduje się na nich tylko posterunek rosyjskiej straży przybrzeżnej.

## Geografia
Wyspy Habomai są usytuowane pomiędzy półwyspem Nemuro na Hokkaido a wyspą Shikotan (Szykotan).
Główne wyspy tej grupy to:
- Ostrow Zielonyj (ros. Остров Зелёный; jap. 志発島, Shibotsu-tō), powierzchnia 58,33 km²[4]
- Ostrow Połonskogo (ros. Остров Полонского; jap. 多楽島, Taraku-tō), powierzchnia 10,91 km²[4]
- Ostrow Tanfiljewa (ros. Остров Танфильева; jap. 水晶島, Suishō-jima), powierzchnia 12,13 km²[4]
- Ostrow Jurij (ros. Остров Юрий; jap. 勇留島, Yuri-tō), powierzchnia 9,90 km²[4]
- Ostrow Anuczina (ros. Остров Анучина; jap. 秋勇留島, Akiyuri-tō), powierzchnia 2,11 km²[4]

Prócz tego w skład archipelagu wchodzą też mniejsze grupy wysp:
- Ostrowa Diomina (ros. Острова Дёмина; jap. 春苅島, Harukari-tō lub Harukaru-tō)
- Ostrowa Oskołki (ros. Острова Осколки)
- Ostrow Signalnyj (ros. Остров Сигнальный; jap. 貝殻島, Kaigara-jima)

## Spór terytorialny
Ścierające się interesy Rosji i Japonii w tym regionie skłoniły oba państwa do podpisania w Shimoda w 1855 r. Traktatu o handlu, żegludze i wyznaczeniu granic, na podstawie którego linia graniczna została ustanowiona pomiędzy wyspami Etorofu (Iturup) i Uruppu (Urup). Pod koniec II wojny światowej Związek Radziecki, realizując postanowienia konferencji jałtańskiej, rozpoczął wojnę z Japonią i w dniach od 28 sierpnia do 5 września 1945 r. zajął – leżące poza ustaloną granicą – „Cztery Północne Wyspy”  (Kunashiri, Etorofu, Shikotan i mini-archipelag Habomai). W konsekwencji tego aktu Związek Radziecki włączył ten obszar do swojego terytorium i do 1949 r. deportował wszystkich japońskich mieszkańców (ok. 17 tys. osób). Od tego czasu oba państwa dążą do rozwiązania sporu i podpisania traktatu pokojowego, prowadząc negocjacje na różnych szczeblach.
Po nawiązaniu stosunków dyplomatycznych między ZSRR a Japonią w 1956 roku strona radziecka zaoferowała zwrot Małego Łańcucha Kurylskiego (ros. Малая Курильская гряда, Małaja Kurilskaja griada) obejmującego wyspę Szykotan i wyspy Habomai, w zamian za zrzeczenie się roszczeń do pozostałych, większych wysp Iturup i Kunaszyr. W 2006 roku prezydent Rosji Władimir Putin ponowił tę ofertę, ale japoński premier Jun'ichirō Koizumi odrzucił ją, domagając się zwrotu wszystkich wysp. Kuryle Południowe (dla Japonii „Terytoria Północne”) pozostają obszarem spornym.

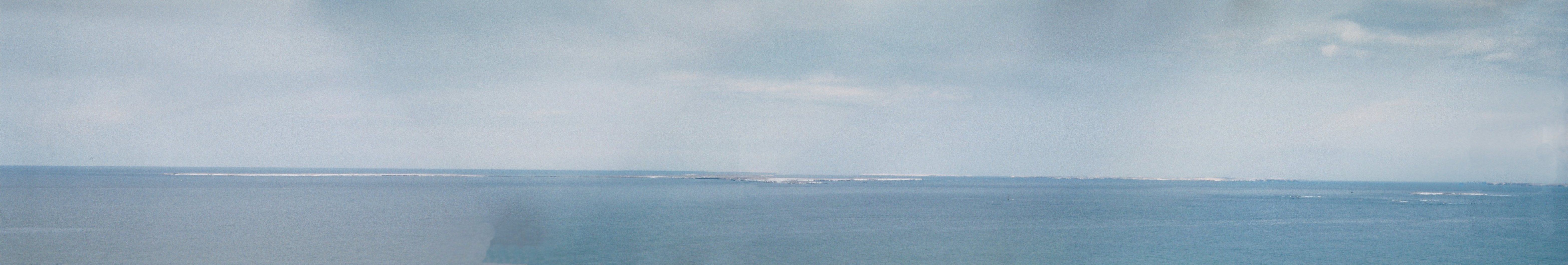
Panorama wysp Habomai widziana z przylądka Nosappu na półwyspie Nemuro